# KZ-Außenlager Wiener Neudorf
Das KZ-Außenlager Wiener Neudorf, umgangssprachlich auch KZ Wiener Neudorf genannt, war während des Zweiten Weltkrieges eines der Außenlager des nationalsozialistischen KZ Mauthausen in Wiener Neudorf. Es gehörte ab 1943 zum Betrieb der Flugmotorenwerke Ostmark in Guntramsdorf und anderen Produktionsstätten, in denen die Häftlinge zur Zwangsarbeit eingesetzt wurden.

## Geschichte
Es wurde am 2. August 1943 eröffnet und lag auf dem heutigen Gemeindegebiet von Guntramsdorf (Gedenkstätte: 2353 Guntramsdorf, Industriestraße 21).  Es war eines von ca. 50 Außenlagern des KZ Mauthausen, in dem bis in den April 1945 Häftlinge zu Tode geschunden wurden. Die Gefangenen stammten vor allem aus Estland, Polen, Russland, Frankreich, Deutschland und Österreich. Das KZ wurde an der Stelle eines von mehreren vorhandenen „Arbeitslagern“ des Werks errichtet. Es umfasste 22 Baracken, zwei weitere als Krankenbaracken, sechs Waschräume, WC-Baracken, eine Lagerschreibstube, Küche, Werkstätte und Unterkünfte der Wachmannschaften. Bei einem verlustreichen amerikanischen Fliegerangriff auf die Ostmarkwerke am 26. Juli 1944 wurde das Lager weitgehend zerstört, 31 Häftlinge fanden dabei den Tod. Das Lager wurde daher auf einem zweiten Standort im Norden des heutigen Gemeindegebiets von Wiener Neudorf (Mitterfeld) neu errichtet. 
Am 2. April 1945 wurde es wegen der herannahenden sowjetischen Truppen von der SS mit einem Todesmarsch zum 180 km entfernten KZ Mauthausen, bei dem zwischen 184 und 243 Personen ermordet wurden, geräumt. Am 5. Mai 1945 wurden die Überlebenden des Todesmarsches im Hauptlager Mauthausen von amerikanischen Truppen befreit. 
Zum Höchststand der Häftlingszahlen waren im September 1944 3.170 Gefangene inhaftiert. Nur von etwas mehr als 200 Morden in Zusammenhang mit dem KZ-Außenlager liegen schriftliche Nachweise vor. Die Totenzahl wird auf das Doppelte geschätzt.

### Nachkriegszeit
Die Firmen Daimler-Benz und Steyr-Daimler-Puch haben noch direkt nach Kriegsende einen Großteil der Maschinen aus der Neudorfer Fabrik nach Kirchbichl in Tirol verlagert. Ein kleiner Teil der Maschinen wurde als Reparation demontiert.
Die wichtigsten Gerichtsverfahren wegen der im Außenlager Guntramsdorf/Wiener Neudorf verübten Verbrechen fanden 1946 vor einem amerikanischen Militärgericht im Rahmen der Dachauer Prozesse auf dem Gelände des ehemaligen KZ Dachau statt. Außerdem gab es später einen weiteren Prozess in Warschau, wo der Neudorfer Lagerarzt Rolf Busch-Waldeck als Zeuge bzw. Gutachter auftrat. Von den Haupttätern vor Ort wurden zum Tode verurteilt und in Landsberg hingerichtet: ein SS-Hauptsturmführer Schmutzler, Hauptmann Stier und die SS-Blockführer Thunke und Alois Höllriegl. Der SS-Blockführer Karl Lehnert wurde in Polen zum Tode verurteilt und hingerichtet. Vor dem Landgericht Duisburg wurde 1993 ein Prozess gegen zwei Personen des Lagerpersonals geführt, denen unter anderem die Erschießung von Häftlingen auf dem Todesmarsch nach Mauthausen vorgeworfen wurde. Einer der Angeklagten wurde zu einer zweijährigen Haftstrafe verurteilt.

## Gedenkstätten

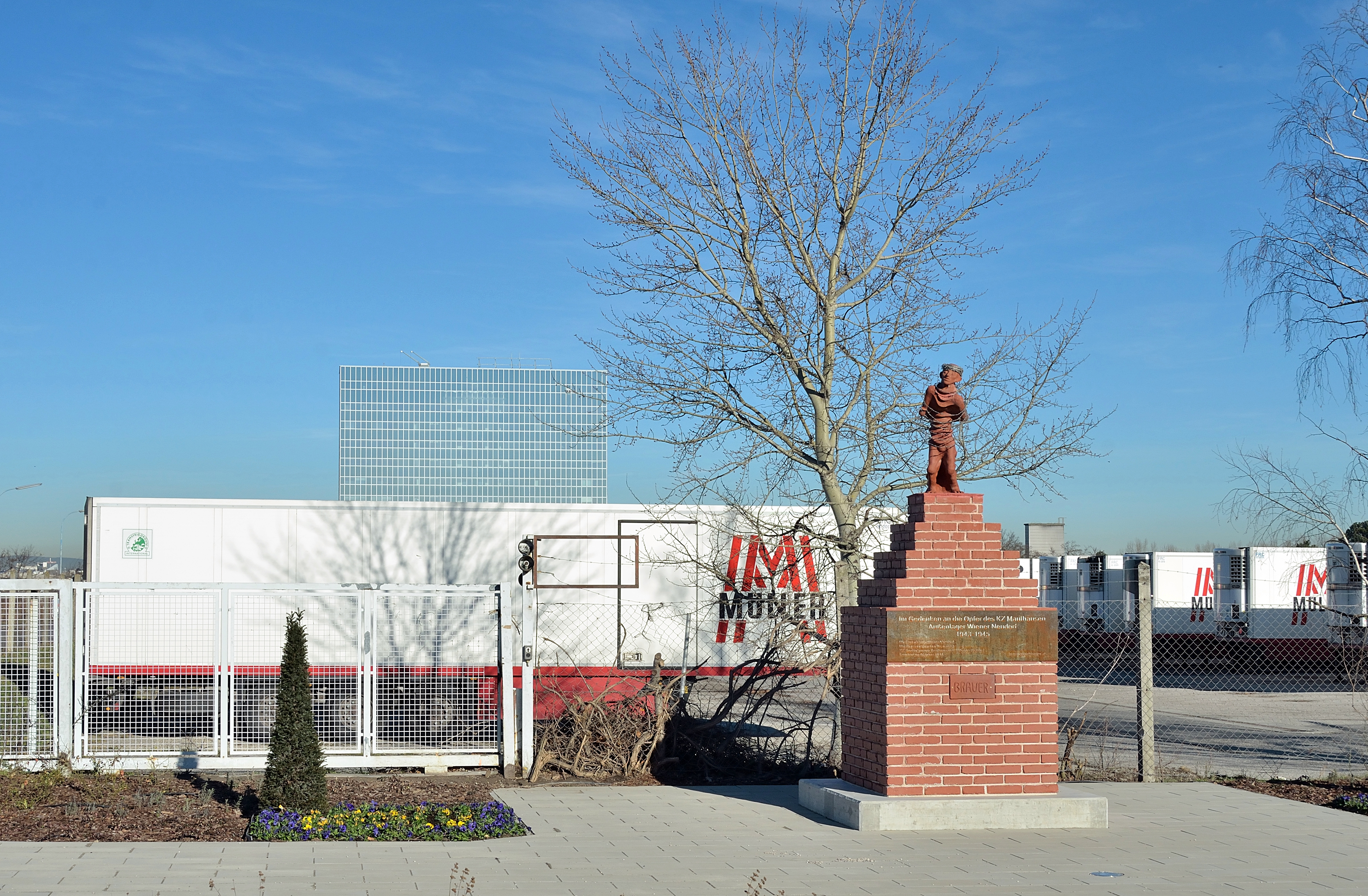
Gedenkstätte in Wiener Neudorf

Im Herbst 2014 wurde auch in Wiener Neudorf eine Gedenkstätte errichtet. Sie wurde von Arik Brauer gestaltet.

## Film
- Walter König, Charlotte Dörre: „Waldecks Medikamentenkiste“ AT, 2005, 45 Min.